# 広西中医薬大学
広西中医薬大学（こうせいちゅういやくだいがく、英語: Guangxi University of Chinese Medicine）は、広西チワン族自治区南寧市五合大道13号に本部を置く中華人民共和国の国立大学。1934年創立、2012年大学設置。

## 概要
1934年に前身となる広西省立南寧区医薬研究所（基礎医学院）が設立、2012年に『広西中医薬大学』と改称した。現在は、広西壮族自治区人民政府に属し国家中医薬管理局が共同運営する地方重点大学の大学の一つである。

## 沿革
- 1934年 前身の広西省立南寧区医薬研究所が設立。
- 1941年 南寧、梧州、桂林の3地区の医薬研究所を統合し『広西省立医薬研究所』が発足。
- 1945年9月 「広西省立南寧高級中医職業学校」に改名。
- 1956年 広西中医学校が開校。
- 1958年 広西中医専科学校に改称。
- 1964年 薬学院の前身となる専攻が発足。
- 1970年 南寧医学専科学校を編入（吸収合併）。
- 1976年 薬学院の前身となる薬学系が確立。
- 2000年 既存の基礎医学院系の専攻を纏め、正式に「基礎医学院」と改組改称。
- 2000年 既存の薬学系の専攻を纏め、正式に「薬学院」と改組改称。
- 2012年3月 広西中医薬大学に改称。
- 2013年9月 メインキャンパスを仙葫校区に移転。

## 学部
- 基礎医学院
- 薬学院
  - 中薬系
  - 薬系
  - 食品科学系
  - 医薬基礎系
- 骨痛学院（骨痛研究所）
- 鍼灸推拿学院（鍼灸研究所）
- 壮医薬学院
- 瑶医薬学院
- 看護学院
- 公共衛生与管理学院
- 高等職業技術学院
- 国際教育学院（与国際合作与交流処、港澳台事務弁公室合署）
- 第一臨床医学院（与第一附属医院合署）
- 瑞康臨床医学院（与附属瑞康医院合署）
- 成人教育学院、継続教育学院（合署）
- マルクス主義学院
- 外語部
- 体育部

## 研究所など
- 図書館
- 広西中医薬大学附設中医学校
- 広西中医薬大学制薬工場

## 附属病院
直属附属病院
- 広西中医薬大学第一附属医院（広西チワン族自治区中医医院）
- 広西中医薬大学附属瑞康医院（広西チワン族自治区中西医結合医院）
- 広西中医薬大学附属国際壮医医院（広西国際壮医医院、広西民族医薬研究院）

非直属附属病院
- 広西中医薬大学第三附属医院 （柳州市中医院）
- 広西中医薬大学第五附属医院 （玉林市中医院）
- 広西中医薬大学第六附属医院 （梧州市中医院）
- 広西中医薬大学附属骨痛医院 （広西骨痛医院）
- 広西中医薬大学附属賀州医院 （賀州市中医院）
- 広西中医薬大学附属防城港医院 （防城港市中医院）
- 広西中医薬大学南寧市中医院
- 広西中医薬大学附属北海医院（北海市中医院）

## 対外関係

### 日本における協定校
- 埼玉医科大学

部局間学術交流協定
- 薬学院と 富山大学 和漢医薬学総合研究所